# فیروز باقرزاده
فیروز باقرزاده (3 خردادماه ١٣٠٩ - ١۵ بهمن‌ماه ۱۳٩٩) باستان‌شناس، هنرپژوه ایرانی و کارشناس سفال و کتیبه‌های اسلامی بود. او نخستین رئیس ثبت میراث جهانی یونسکو بود. به پاس فعالیت‌های علمی و ملی او، کتاب فر فیروز، جشن‌نامه دکتر فیروز باقرزاده به کوشش سیداحمد محیط طباطبایی و شاهین آریامنش منتشر شد.

## زندگی
باقرزاده در ۳۱ اردیبهشتِ ۱۳۰۹ در تبریز به دنیا آمد. وی مدرک کارشناسی خود را در سال ۱۳۳۴ خورشیدی از دانشگاه تهران دریافت کرد، و در همین سال به دپارتمان هنرهای زیبا پیوست و در آنجا نشریه هنر و مردم را تأسیس کرد که سردبیر آن بود تا اینکه بورسیه فولبرایت را برای تحصیلات تکمیلی در ایالات متحده دریافت و در دانشگاه ایلینوی جنوبی (۱۹۶۰–۱۹۵۹میلادی) در رشتهٔ تاریخ هنر ادامهٔ تحصیل داد، و مدرک کارشناسی‌ارشد خود را در تاریخ هنر دریافت کرد. او مطالعات تخصصی خود را در رشتهٔ هنر اسلامی و باستان‌شناسی در دانشکده مطالعات شرقی و آفریقایی دانشگاه لندن (۱۹۶۰–۱۹۶۲م) زیر نظر استروم رایس آغاز کرد. سپس به پاریس رفت و در دانشگاه سوربن (۱۹۶۲–۱۹۶۷میلادی) با راهنمایی گاستون ویت کار کرد و همزمان هنر اسلامی و باستان‌شناسی را در مدرسه لوور زیر نظر ژان دیوید ویل خواند.
در سال ۱۹۶۷میلادی در مرکز ملی پژوهش‌های علمی فرانسه به عنوان پژوهشگر فرهنگ‌های شرقی پذیرفته شد و در آنجا مشغول به کار شد تا اینکه در سال ۱۹۷۱ میلادی از سوی وزارت فرهنگ و هنر ایران مأمور بازگشت به کشور و تهیه پروژه برای مرکز تحقیقات باستان‌شناسی ایران (ICAR) شد. او این مرکز را در سال ۱۹۷۲ میلادی تأسیس کرد و تا سال ۱۹۷۸ میلادی مدیرکل آن بود. او بنیانگذار گردهمایی سالانه باستان‌شناسی ایران و سردبیر مجموعه مقالات آن است. در ژوئن ۱۹۷۷ میلادی او به عنوان اولین رئیس کمیته جهانی میراث فرهنگی و طبیعی (یونسکو) انتخاب شد.

## اقدامات و میراث
لغو قانون تقسیم‌بندی یافته‌های باستان‌شناسی حاصل از بررسی‌ها و کاوش‌های هیئت‌های مشترک ایرانی و خارجی؛ ایجاد آزمایشگاه احیای یافته‌های باستان‌شناسی؛ ثبت سه اثر ایرانی در فهرست میراث جهانی (چغازنبیل، تخت جمشید، و میدان نقش جهان) با همکاری شهریار عدل از مهمترین اقدامات اوست.
کتاب فر فیروز، جشن‌نامه دکتر فیروز باقرزاده به کوشش سیداحمد محیط طباطبایی و شاهین آریامنش منتشر شده است. این کتاب را پژوهشگاه میراث فرهنگی و گردشگری و گروه پژوهشی باستان‌کاوی تیسافرن و انتشارات آریارمنا منتشر کرده است. جشن‌نامه فر فیروز شامل مقاله‌هایی به زبان فارسی و انگلیسی به قلم رابرت هیلن‌براند، جعفر مهرکیان، پدر مورتنسن، میرعابدین کابلی، شیلا بلر، شاهین آریامنش، رمی بوشارلا، مارک ژان البریخت و ... است که در مراسم نکوداشت دکتر فیروز باقرزاده در روز 11 تیرماه 1398 در موزه ملی ایران رونمایی شد.
شاهین آریامنش درباره علاقۀ غیرایرانیان برای مشارکت در جشن‌نامه فیروز باقرزاده گفته است: «هنگامی که به پاس فعالیت‌های میهنی و علمی و فرهنگی باقرزاده، جشن‌نامۀ باقرزاده را آماده کرده بودم و در آستانۀ انتشار بود نامه‌ای از رابرت هیلن‌براند استاد سرشناس باستان‌شناسی دانشگاه ادینبرو دریافت کردم که در آن نوشته بود از همکارش شیلا بلر شنیده است که جشن‌نامه‌ای برای فیروز باقرزاده در حال تدوین است و خواسته بود که اگر هنوز فرصت باقی است او نیز که ارادتمند فیروز است برای جشن‌نامه باقرزاده، مقاله‌ای تقدیم کند. ما نیز به هیلن‌براند پاسخ مثبت دادیم و او مقاله‌ای برای جشن‌نامه باقرزاده فرستاد که در این کتاب منتشر شد.»

## آثار منتشر شده
- باقرزاده، فیروز. (ویرایش)، ۱۳۵۱. مجموعه مقالات اولین سمپوزیوم سالانه تحقیقات باستان‌شناسی ایران، تهران، ۱۳۵۱.
- باقرزاده، فیروز. (ویرایش)، ۱۳۵۲. مجموعه مقالات دومین سمپوزیوم سالانه پژوهش‌های باستان‌شناسی ایران: ۲۹ مهر تا ۱ آبان ۱۳۵۲، تهران، ۱۳۵۲.
- باقرزاده، فیروز. (ویرایش)، ۱۳۵۳. مجموعه مقالات سومین سمپوزیوم سالانه تحقیقات باستان‌شناسی در ایران، ۲–۷ آبان ۱۳۵۳، تهران، ۱۳۵۳.
- باقرزاده، فیروز. (ویرایش)، ۱۳۵۴. مجموعه مقالات چهارمین سمپوزیوم سالانه پژوهش‌های باستان‌شناسی در ایران:۳ تا ۸ آبان ۱۳۵۴، تهران، ۱۳۵۴.
- باقرزاده، فیروز. (ویرایش)، ۱۳۵۸. مجموعه‌های سفال شرقی بزرگ جهان (IV): موزه ایران باستان، تهران، توکیو.